# البطولة الوطنية للرأس الأخضر 2012
البطولة الوطنية للرأس الأخضر 2012 (بالبرتغالية: Campeonato Cabo-Verdiano de Futebol de 2012‏) هو الموسم 33 من البطولة الوطنية للرأس الأخضر. كان عدد الأندية المشاركة فيه 12، وفاز فيه Sporting Clube da Praia ‏.